# Edelweiß (Gattung)
Die Edelweiß-Arten (Leontopodium) bilden eine Pflanzengattung innerhalb der Familie der Korbblütler (Asteraceae). Einige Sorten von wenigen Arten werden als Zierpflanzen verwendet. Die medizinische Wirkung einiger Arten wurde untersucht.

## Beschreibung

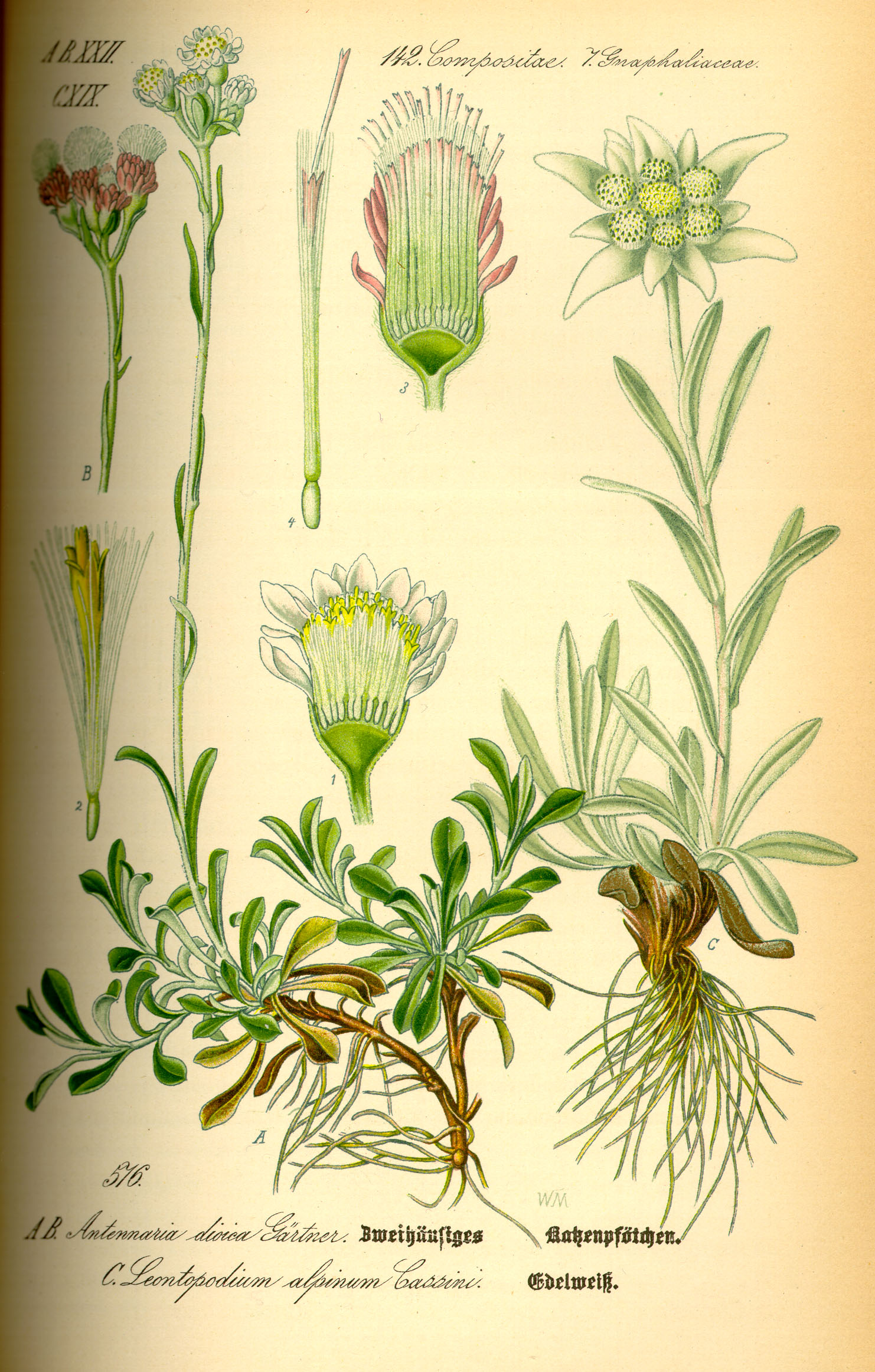
Illustration des Alpen-Edelweißes (Leontopodium nivale subsp. alpinum)

### Vegetative Merkmale
Leontopodium-Arten sind ausdauernde krautige Pflanzen. Sie wachsen aufrecht bis kriechend und erreichen je nach Art Wuchshöhen von (selten nur 1 bis) 5 bis 40 Zentimetern. Bei vielen Arten sind viele Pflanzenteile weiß-wollig behaart.
Die wechselständig und meist schraubig am Stängel verteilten und bei vielen Arten in einer grundständigen Rosette angeordneten Laubblätter sind meist ungestielt. Die Blattspreiten sind beiderseits behaart, oft grauweiß filzig oder wollig. Der Blattrand ist glatt und flach.

### Generative Merkmale
Einzeln oder zu dritt bis etwa zu zwanzig sitzen körbchenförmige Teilblütenstände in einem endständigen trugdoldigen Blütenstand zusammengefasst. Der Gesamtblütenstand ist von einem sternförmigen Kranz ausgebreiteter, weiß-wollig behaarter Hochblätter umgeben, die sich meist in Farbe und Größe von den Laubblättern unterscheiden. Die Blütenkörbchen besitzen häutige, bräunliche, transparente Hüllblätter in mehreren Reihen. Die Blütenstandsböden sind flach bis konvex. Es sind Spreublätter vorhanden. Alle Blüten sind eingeschlechtig. In den Blütenkörbchen stehen außen mehr weibliche, fertile Blüten als in der Mitte funktional männliche, fertile Blüten. Die gelben Kronröhren der weiblichen, sehr schlanken Blüten enden in drei bis vier und die der männlichen in fünf aufrechten Kronlappen. Der Griffel besitzt im unteren Bereich Haare, während die zwei Griffeläste unbehaart sind.
Die kleinen Früchte sind Achänen und höchstens spärlich behaart. Der Haarkranz oder Pappus besteht aus einer Reihe an ihrer Basis zusammenhängender Borsten. Im Tiefland kultivierte Leontopodien entwickeln nur grauweiße Blüten.
Die Chromosomengrundzahl beträg x = 7. Viele Arten sind apomiktisch.

## Systematik und Vorkommen

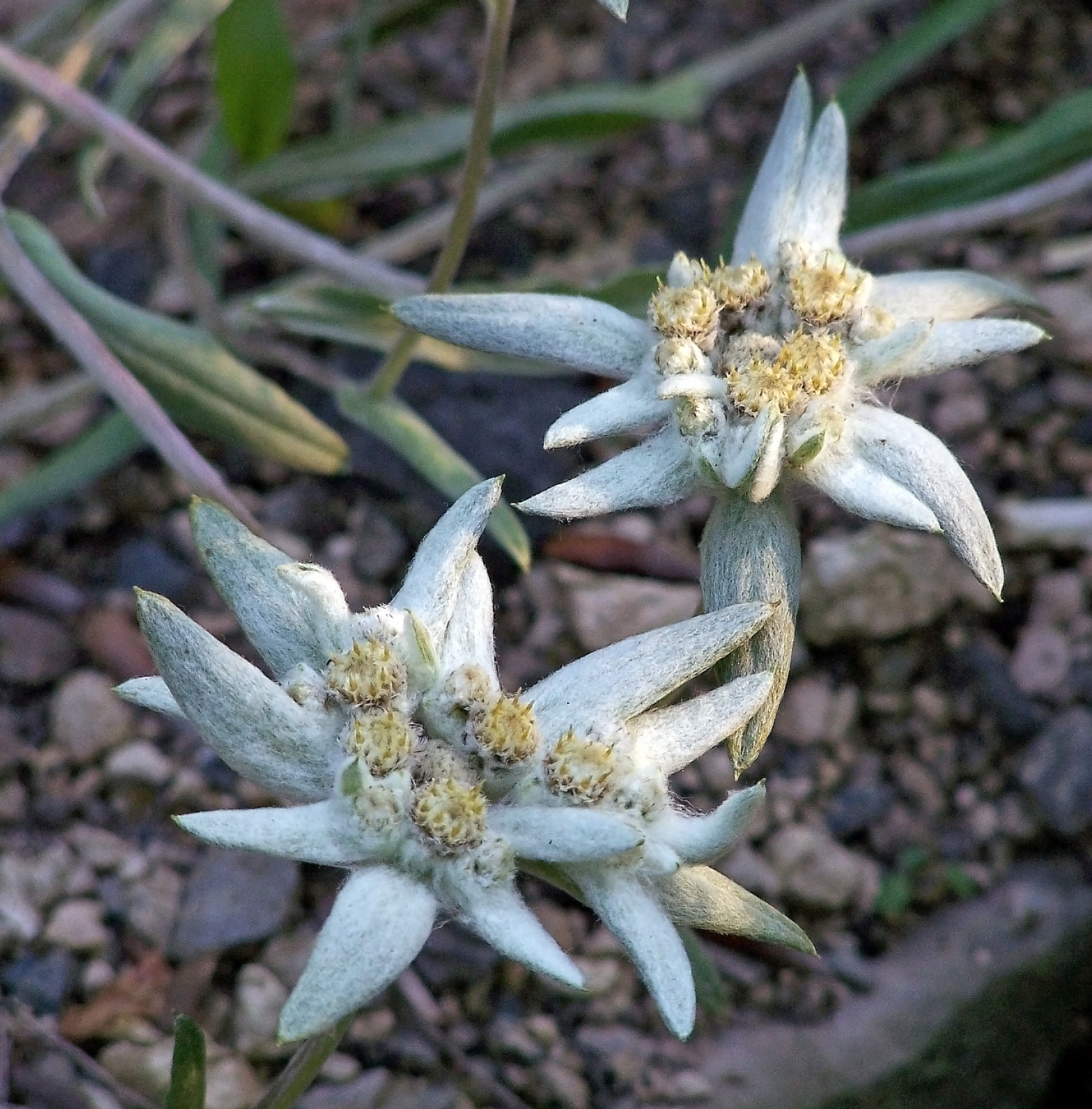
Leontopodium calocephalum

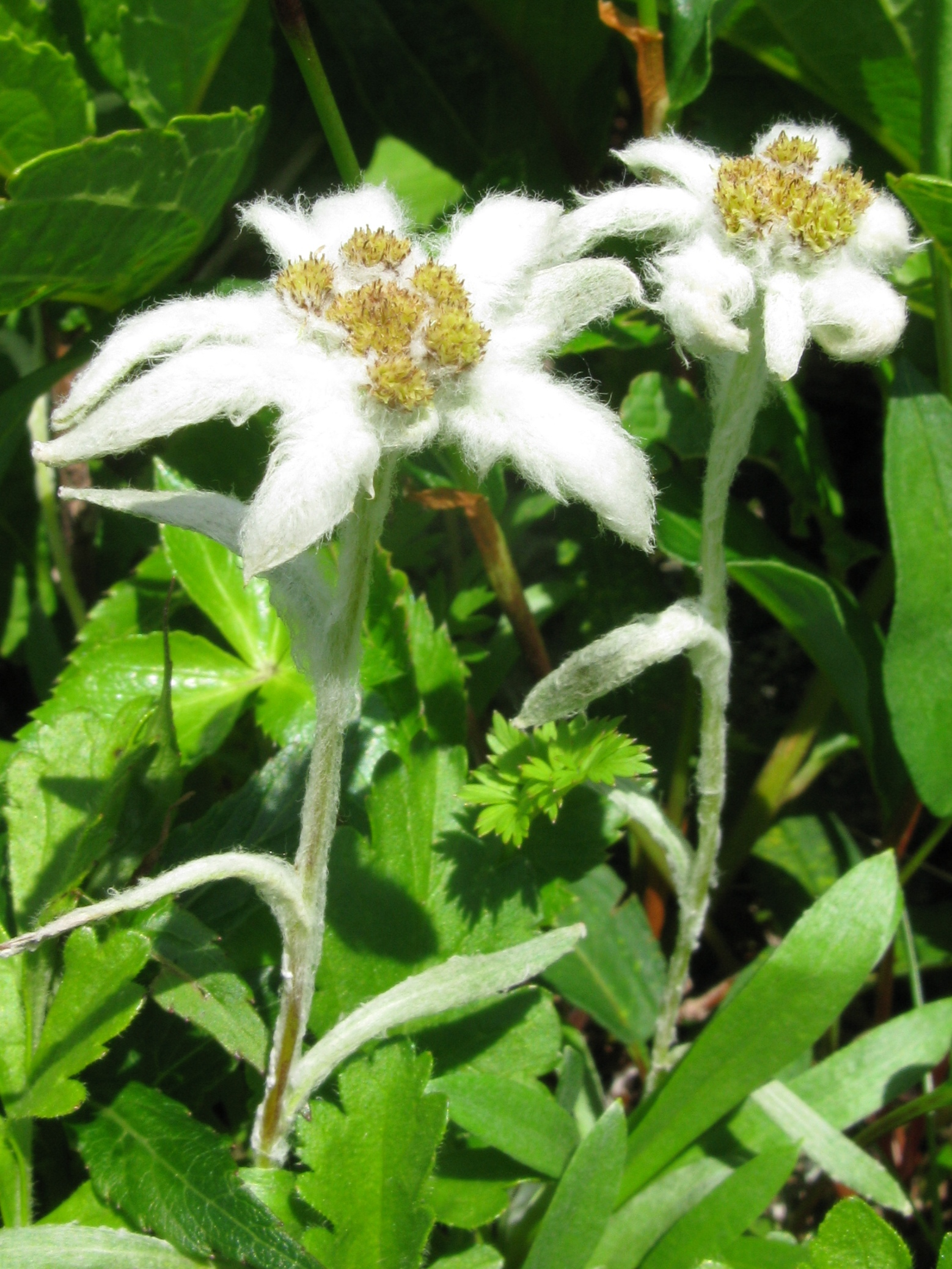
Gesamtblütenstände mit Blütenkörbchen von Leontopodium fauriei

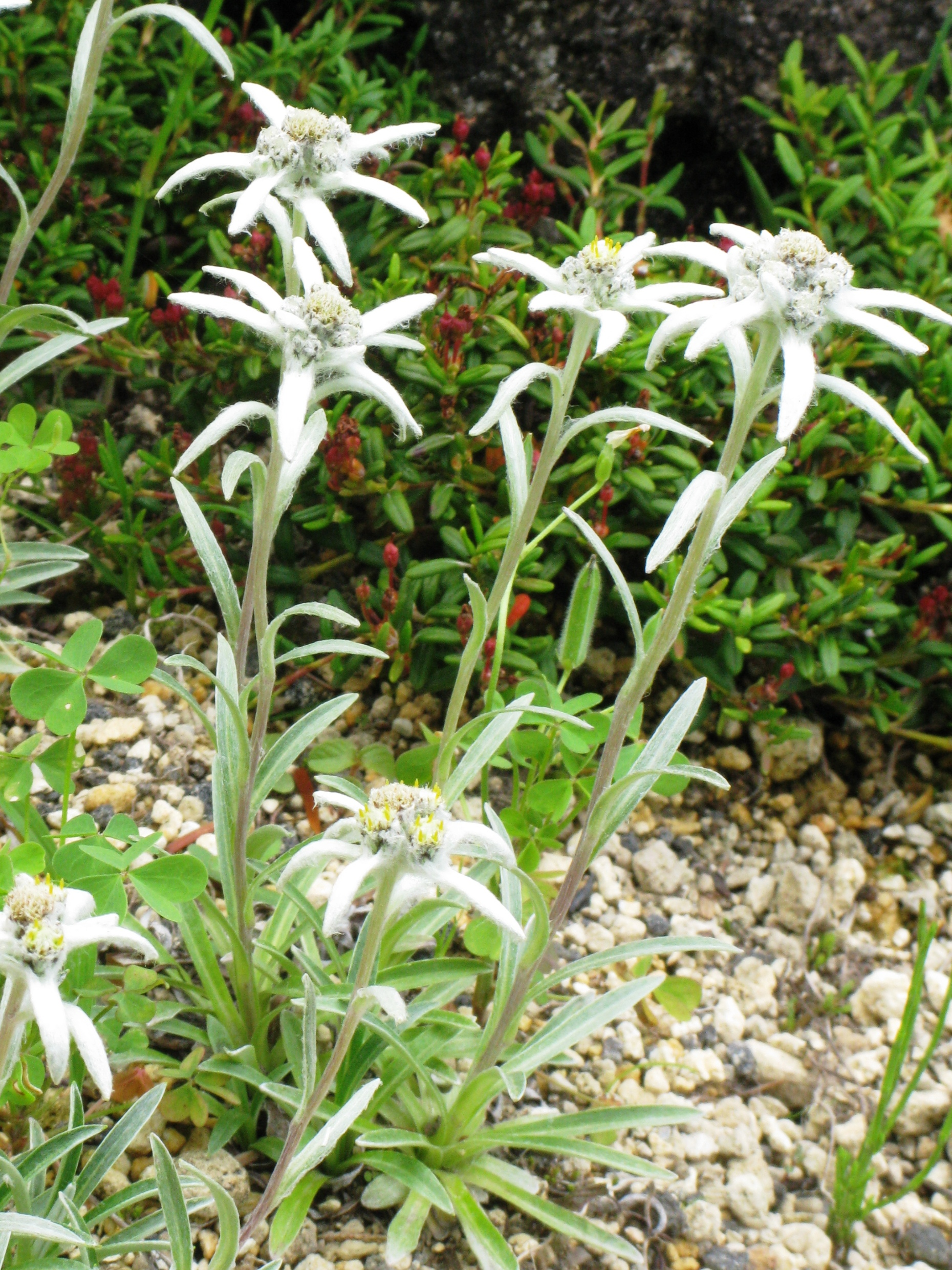
Habitus und Blütenstände von Leontopodium hayachinense

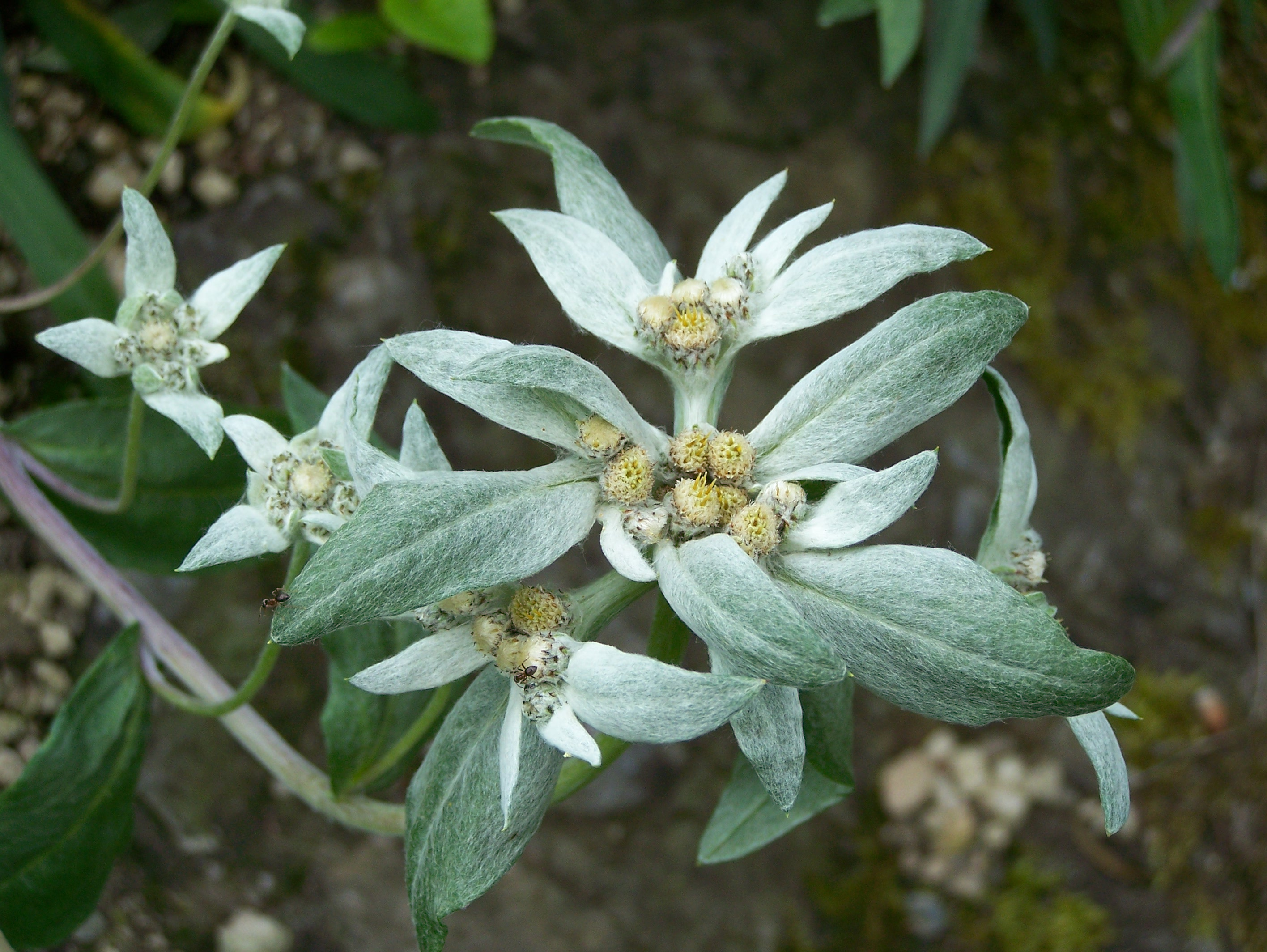
Leontopodium jacotianum

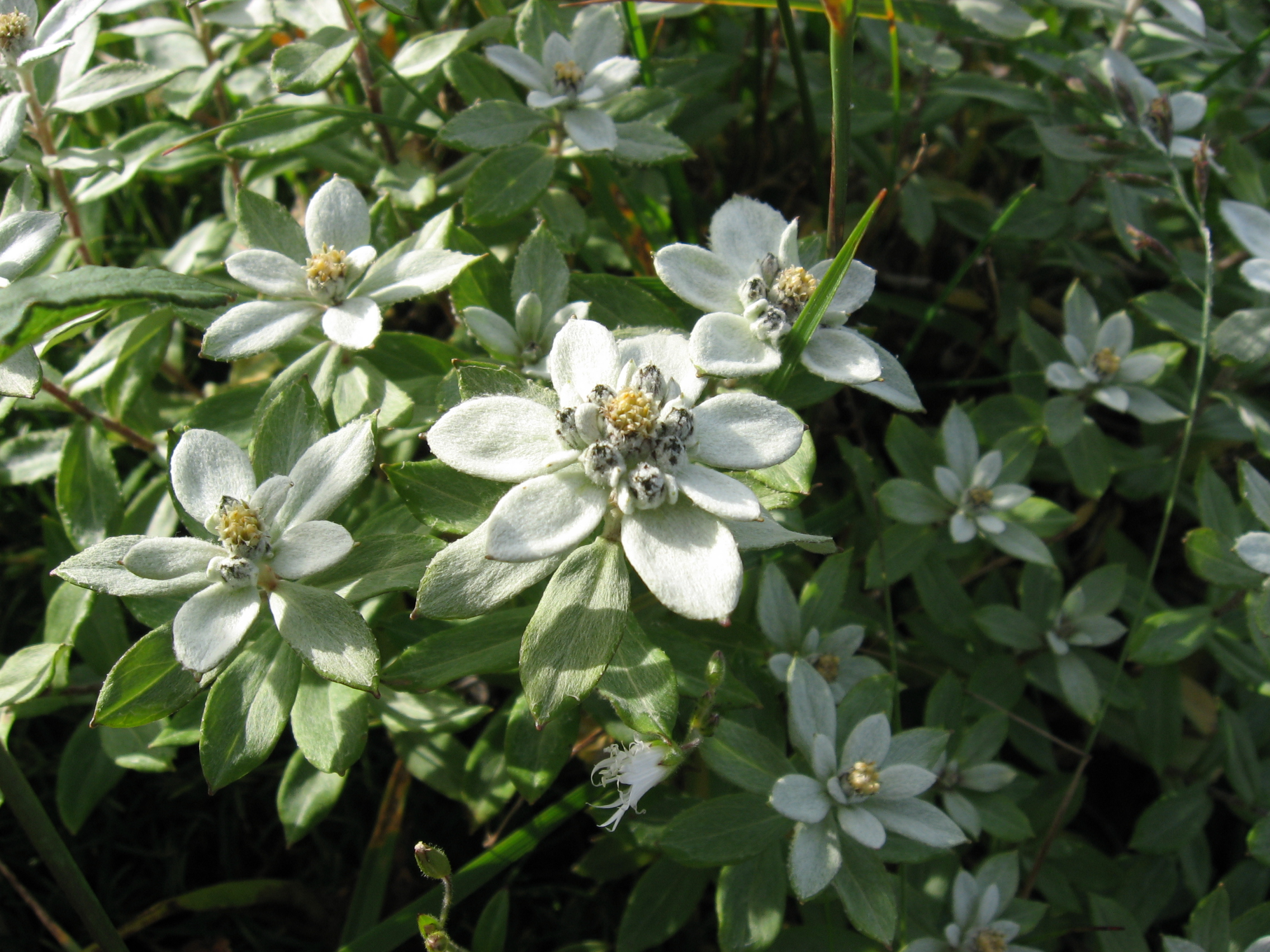
Leontopodium japonicum var. shiroumense

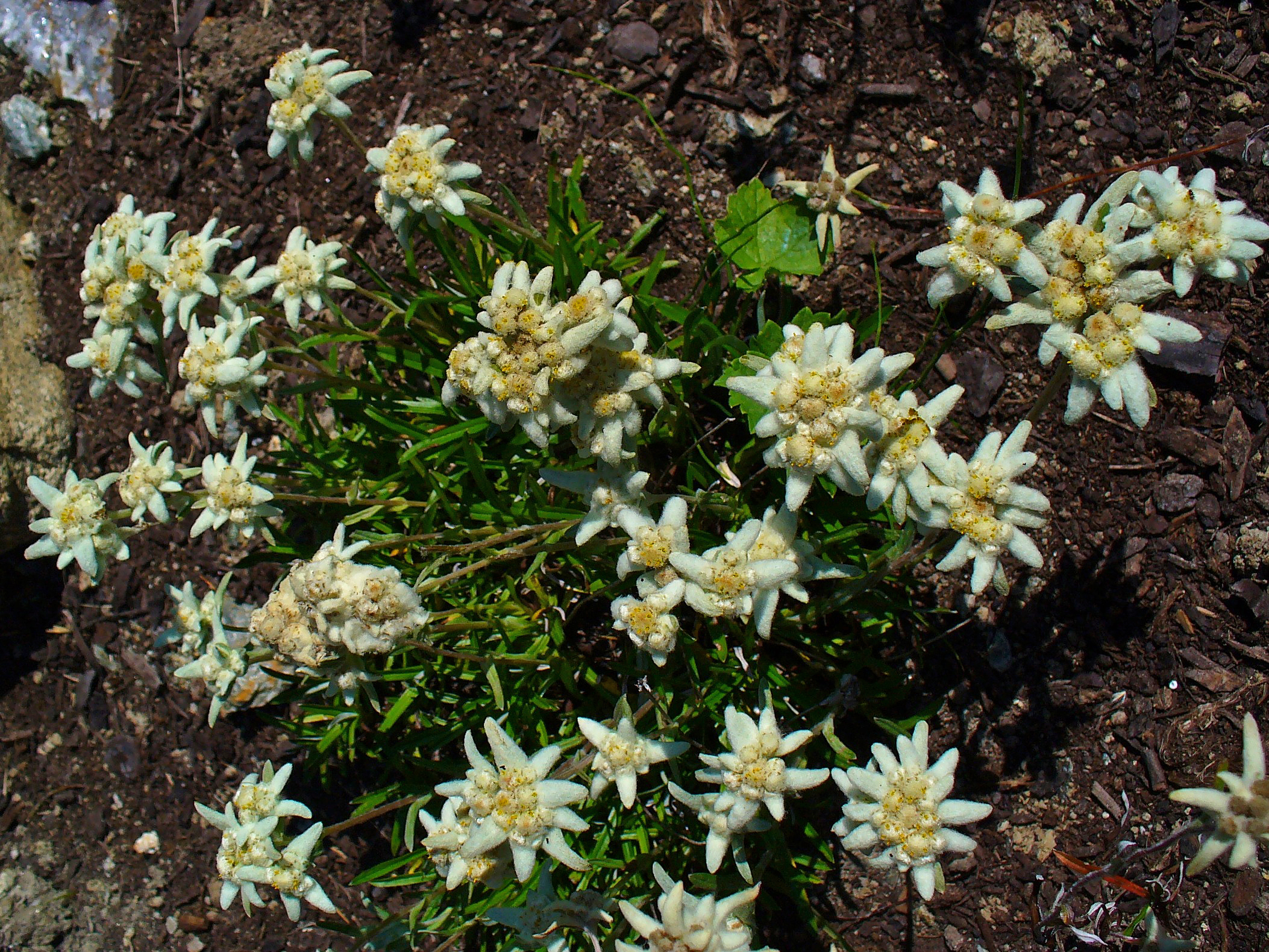
Habitus und Blütenstände von Leontopodium kamtschaticum

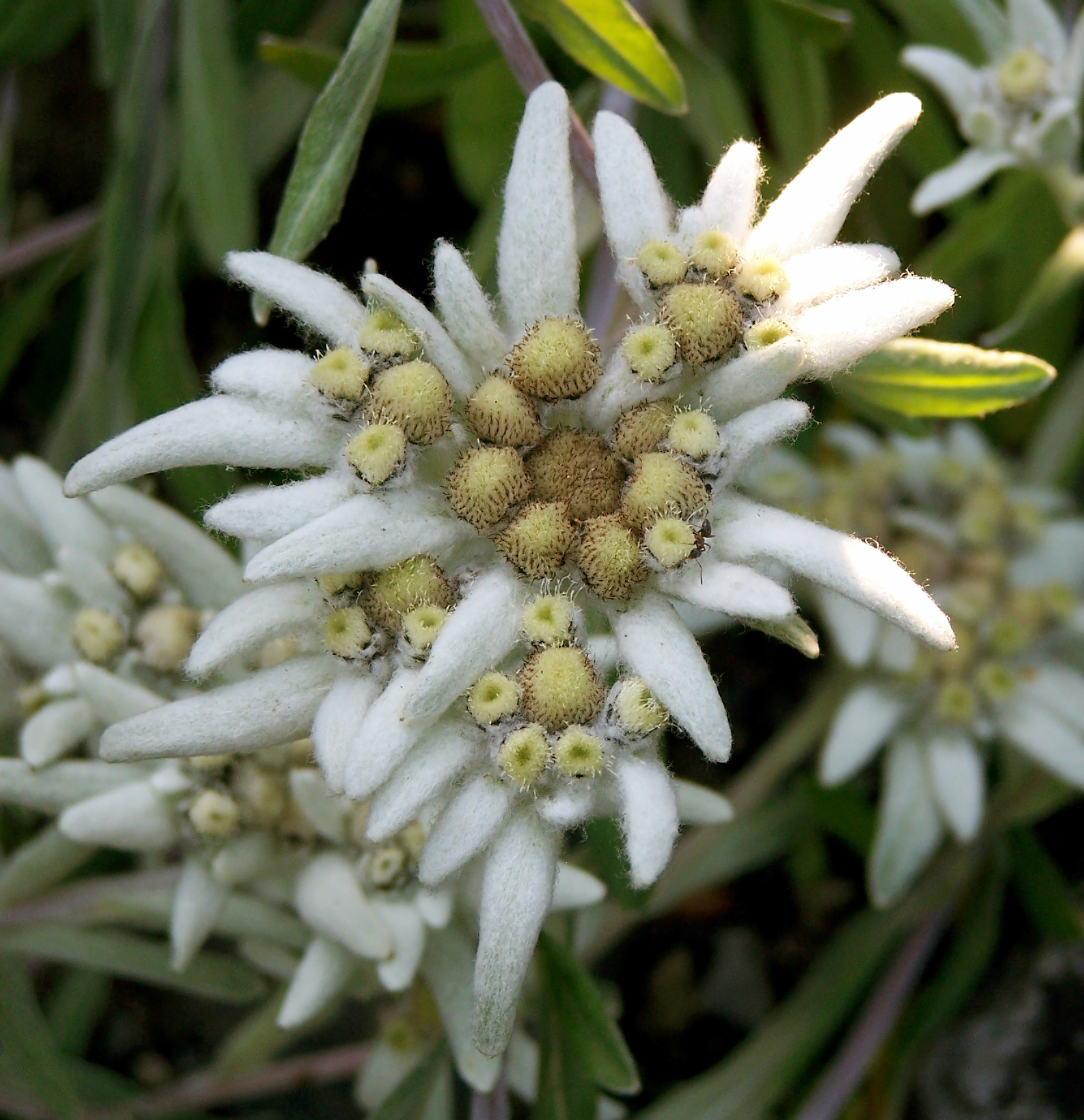
Gesamtblütenstand mit Blütenkörbchen von Leontopodium leontopodioides

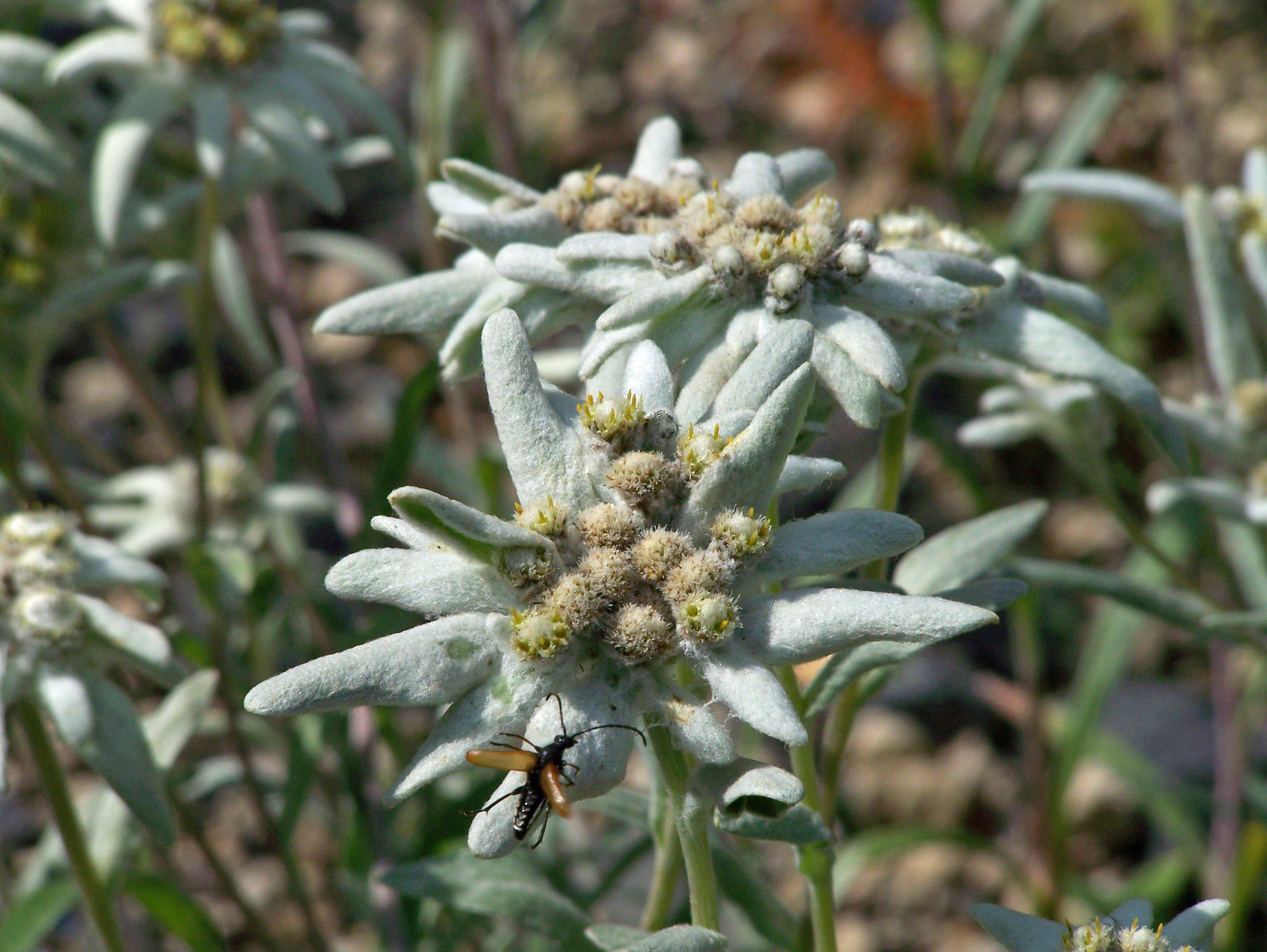
Leontopodium palibinianum

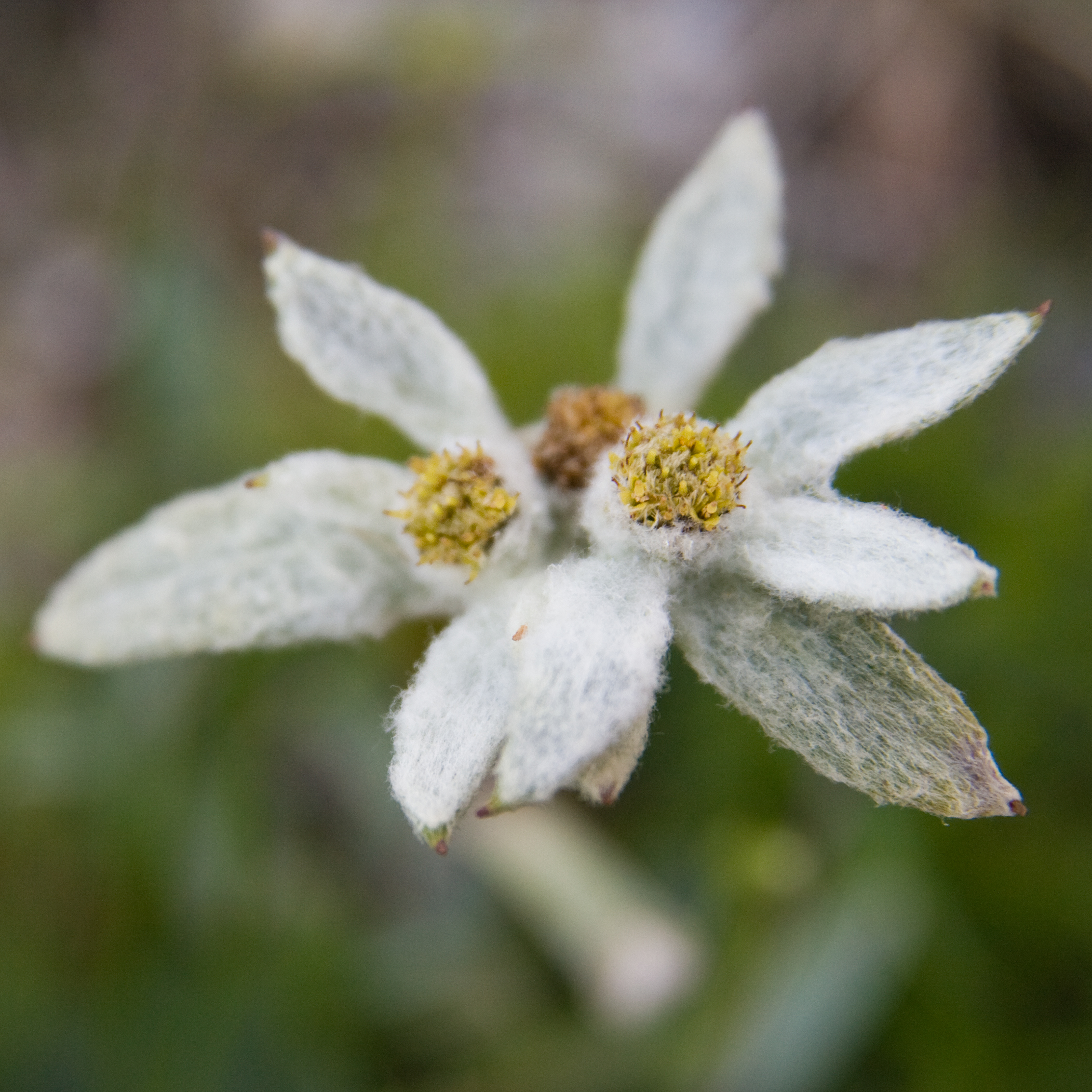
Leontopodium shinanense

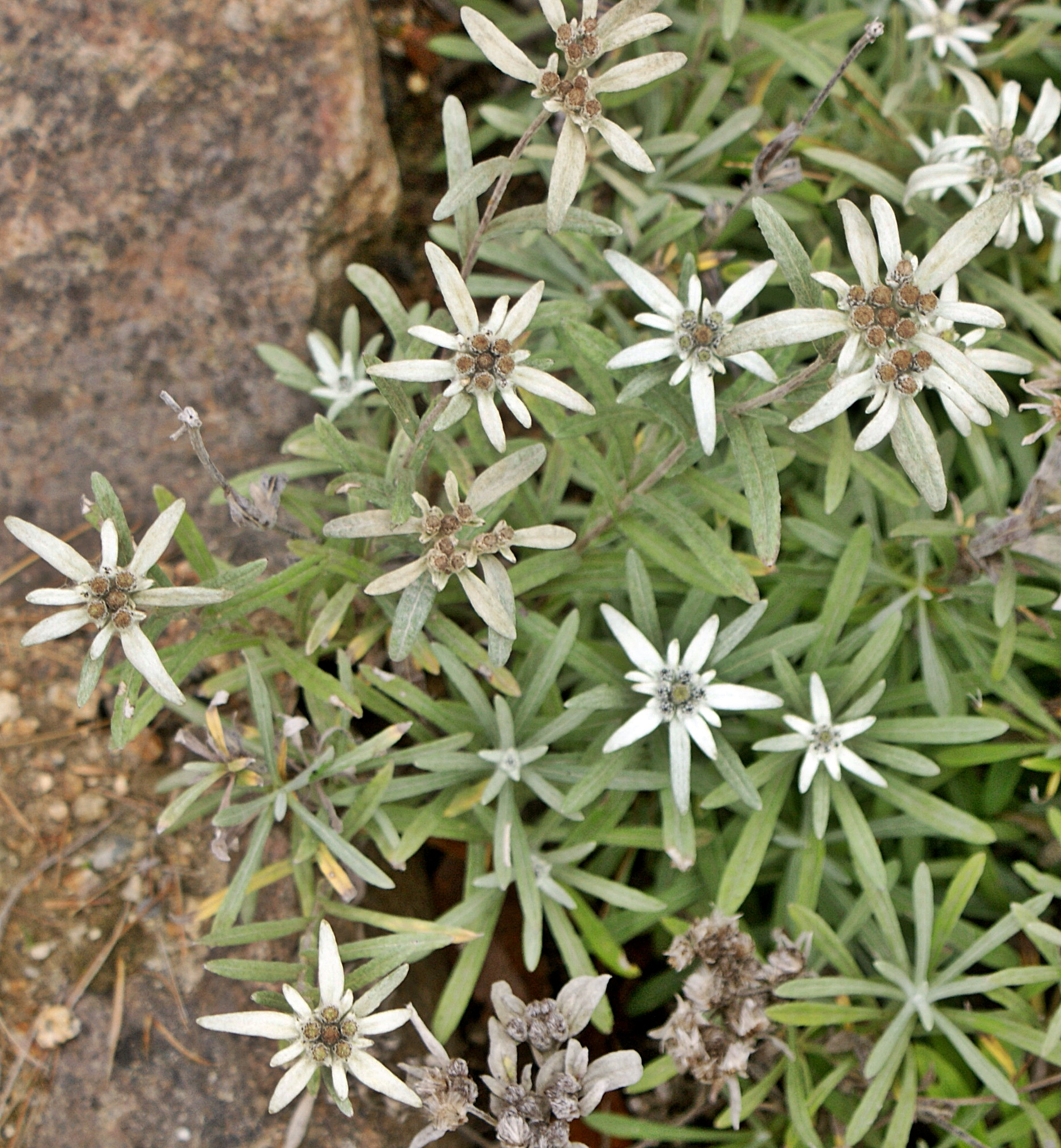
Habitus und Blütenstände von Leontopodium sinense

Die Gattung Leontopodium wurde 1819 durch Robert Brown in Alexandre Henri Gabriel de Cassini: Bulletin des Sciences, par la Societe Philomatique, Paris, S. 144 aufgestellt.
Die Bestimmung der Leontopodium-Arten ist schwierig, da die Arten oft sehr variabel sind; viele Arten sind apomiktisch.
Die Gattung Leontopodium gehört zur Tribus Gnaphalieae (Cass.) Lecoq & Juillet in der Unterfamilie Asteroideae innerhalb der Familie der Korbblütler (Asteraceae).
Leontopodium-Arten sind in Eurasien verbreitet. In China kommen 37 Arten vor, davon 17 nur dort. Das Gesamtareal ist disjunkt, die Vorkommen in den europäischen Gebirgen sind weit entfernt vom Hauptverbreitungsgebiet in den asiatischen Gebirgen und Tibet. Die meisten Arten gedeihen in Asien im Himalaja, Altai, in Sibirien, Japan und China. Das Zentrum der Artenvielfalt ist das tibetische Hochland.
Es gibt je nach Autor 30 bis 40 bis 58 Arten in der Gattung Edelweiß (Leontopodium):
- Leontopodium andersonii C.B.Clarke (Syn.: Leontopodium bonatii Beauverd, Leontopodium subulatum (Franchet) Beauverd): Sie gedeiht in Trockenrasen, lichten Wäldern, auf steilen Felsen und auf Brachland in Höhenlagen von 1000 bis 3600 Metern in Laos, Myanmar und den chinesischen Provinzen Guizhou, Sichuan sowie Yunnan.[2]
- Leontopodium artemisiifolium (H.Lév.) Beauverd: Sie gedeiht in Wiesen, an Waldrändern und Flussufern in Höhenlagen von 2100 bis 3200 Metern in den chinesischen Provinzen Sichuan sowie Yunnan.[2]
- Leontopodium aurantiacum Hand.-Mazz.: Diese seltene Art gedeiht auf alpinen, steinigen Matten, Hängen und Felswänden in Höhenlagen von 3600 bis 4000 Metern im nordwestlichen Yunnan und im nördlichen Myanmar.[2]
- Leontopodium blagoveshczenskyi Vorosch.: Es ist ein Endemit im Badzhal’skiy-Gebirge in der Region Chabarowsk.[5]
- Leontopodium brachyactis Gand.: Sie gedeiht zwischen Felsen und auf steinigem Untergrund in Höhenlagen von 2200 bis 4000 Metern. Sie ist ziemlich häufig in Pakistan, Indien, westlichen Tibet und von Nepal bis China.[2][6][7]
- Leontopodium caespitosum Diels: Sie gedeiht in feuchtem Grasland, in alpinen Wiesen und steinigen Standorten in Höhenlagen von 3300 bis 3600 Metern in Myanmar und in den chinesischen Provinzen südwestliches Sichuan sowie nordwestliches Yunnan.[2]
- Leontopodium calocephalum (Franch.) Beauverd: Sie gedeiht in Grasland, alpinen Wiesen, in Nadelwäldern, an Seeufern, Sümpfen, im Dickicht und steinigen Standorten in Höhenlagen von 2600 bis 4200 Metern in den chinesischen Provinzen Gansu, Qinghai, Sichuan sowie Yunnan.[2]
- Leontopodium campestre (Ledeb.) Hand.-Mazz. (Syn.: Leontopodium fedtschenkoanum Beauverd, Leontopodium ochroleucum var. campestre (Ledeb.) Grubov.): Sie kommt in Kasachstan, Russland, in der Mongolei und in den chinesischen Provinzen Qinghai sowie Xinjiang vor.[2]
- Leontopodium conglobatum (Turcz.) Hand.-Mazz. (Syn.:  Leontopodium ochroleucum var. conglobatum (Turcz.) Grubov): Sie kommt in der Mongolei, in Russland und in den chinesischen Provinzen Heilongjiang sowie Nei Mongol vor.[2][6]
- Leontopodium coreanum Nakai: Die zwei Varietäten kommen nur in Korea vor:[8]
  - Leontopodium coreanum Nakai var. coreanum: Dieser Endemit kommt nur in einem kleinen Gebiet in Nordkorea vor.[8]
  - Leontopodium coreanum var. hallaisanense (Hand.-Mazz.) D.H.Lee & B.H.Choi (Syn.: Leontopodium hallaisanense Hand.-Mazz.): Sie hat seit 2016 den Rang einer Varietät. Dieser Endemit gedeiht nur auf dem Gipfelbereich des Mt. Halla auf der koreanischen Insel Jeju-do.[8]
- Leontopodium dedekensii (Bureau & Franch.) Beauverd (Syn.: Leontopodium foliosum Beauverd, Leontopodium futtereri Diels, Leontopodium hastatum Beauverd, Leontopodium micranthum Y.Ling): Sie kommt in Myanmar, Tibet und den chinesischen Provinzen Gansu, Qinghai, Sichuan sowie Yunnan vor.[2]
- Leontopodium delavayanum Hand.-Mazz.: Sie kommt im westlichen Yunnan und in Myanmar vor.[2]
- Leontopodium discolor Beauverd (Syn.: Leontopodium coreanum Nakai): Sie kommt in Korea, im japanischen Hokkaido und in Russlands Fernem Osten: in den Regionen Uda, Ussuri sowie Sachalin vor.[9][7]
- Leontopodium fangingense Y.Ling: Dieser Endemit gedeiht auf feuchten felsigen Standorten und im Gipfelbereich nur auf dem Berg Fangjingshan in Höhenlagen von 2100 bis 2300 Metern in Guizhou.[2]
- Leontopodium fauriei (Beauverd) Hand.-Mazz.: Dieser Endemit kommt nur im nördlichen Teil des japanischen Honshu vor.[1]
- Leontopodium forrestianum Hand.-Mazz.: Diese seltene Art gedeiht auf alpinen Matten, Hängen und Gebüschen in Höhenlagen von 3500 bis 3800 Metern im nordwestlichen Yunnan und in Myanmar.[2]
- Leontopodium franchetii Beauverd: Sie gedeiht auf Trockenrasen, Hängen und sandigen Flussufern in Höhenlagen von 3000 bis 4000 Metern im westlichen Sichuan und nordwestlichen Yunnan.[2]
- Leontopodium giraldii Diels: Es ist ein seltener Endemit subalpiner Hänge in Höhenlagen zwischen 2000 und 3200 Metern nur auf dem Berg Tabaishan in der chinesischen Provinz Shaanxi.[2]
- Leontopodium haastioides Hand.-Mazz.: Sie kommt in Bhutan, Sikkim, im autonomen Gebiet Tibet und in Muli in Sichuan vor.[2]
- Leontopodium haplophylloides Hand.-Mazz.: Sie gedeiht auf alpinen Matten, steilen Hängen, in Gebüschen und am Rand von Nadelwäldern in Höhenlagen von 2400 bis 4000 Metern in den chinesischen Provinzen Gansu, Qinghai und westlichen Sichuan.[2]
- Leontopodium hayachinense (Takeda) Hara & Kitam.: Sie kommt in Japan vor.
- Leontopodium himalayanum DC.: Sie gedeiht auf alpinen Matten und steinigen Hängen in Höhenlagen von 3000 bis 5100 Metern in der chinesischen Provinz nordwestliches Yunnan, im autonomen Gebiet Tibet, in Indien, Kaschmir, Myanmar sowie Nepal.[2]
- Leontopodium jacotianum Beauv. (Syn.: Leontopodium paradoxum J.R.Drummond): Ihre zwei Varietäten kommen in Bhutan, Indien, Kaschmir, Nepal und im südlichen Tibet vor.[2]
- Japan-Edelweiß (Leontopodium japonicum Miq.): Die zwei Varietäten gedeihen in Wäldern, Gebüschen und an grasigen bis trockenen Hängen in Höhenlagen von 700 bis 2300 Metern in Japan und den chinesischen Provinzen Anhui, Gansu, Henan, Hubei, Jiangsu, Shaanxi, Shanxi, Sichuan, Zhejiang.[2]
- Leontopodium junpeianum Kitamura (Syn.: Leontopodium linearifolium Hand.-Mazz., Leontopodium longifolium Y.Ling): Die Heimat ist, soweit bisher bekannt, Tibet und Kaschmir. [2]
- Leontopodium kurilense Takeda (Syn.: Leontopodium kamtschaticum Kom., Leontopodium antennarioides Soczava): Sie kommt in Russland im Andayr- und Penzhina-Becken, in Russlands Fernen Osten in Kamtschatka (Mt. Ploskaya), Okhotsk (Ayan Range, Dzhugdzhur), Zeya-Bureya (Dussa-Alin) und auf der zu Sachalin gehörenden Insel Schikotan vor.[7]
- Leontopodium leiolepis Nakai: Dieser Endemit gedeiht nur im Hochgebirge im nördlichen bis zentralen Korea.[8]
- Leontopodium leontopodioides (Willd.) Beauverd (Syn.: Leontopodium sibiricum Cass.): Sie kommt im östlichen Sibirien,[7] in Japan, Korea,[8] in der Mongolei, in der Inneren Mongolei und in den chinesischen Provinzen Gansu, Hebei, Qinghai, Shaanxi, Shandong, Shanxi sowie Xinjiang vor.[2]
- Leontopodium microphyllum Hayata: Dieser Endemit gedeiht in felsigen alpinen Gebieten in Höhenlagen von 3200 bis 3800 Metern auf Taiwan.[2][10]
- Leontopodium monocephalum Edgew. (Syn.: Leontopodium fimbrilligerum J.R.Drummond): Sie kommt in Indien, Nepal und Tibet vor.[2]
- Leontopodium muscoides Hand.-Mazz.: Diese sehr seltene Art gedeiht auf alpinen Matten, Gebüschen, Tannenwäldern und felsigen Standorten in Höhenlagen von 4000 bis 4200 Meter im südöstlichen Tibet und nordwestlichen Yunnan.[2]
- Leontopodium nanum (Hook. f. & Thomson ex C.B.Clarke) Hand.-Mazz.: Sie kommt in Kasachstan, Indien, Kaschmir, Pakistan, im autonomen Gebiet Tibet und in den chinesischen Provinzen Gansu, Shaanxi, Sichuan sowie Xinjiang vor.[2]
- Alpen-Edelweiß (Leontopodium nivale (Ten.) Hand.-Mazz.): Das bekannte Alpen-Edelweiß wurde 2003 durch Werner Greuter in Willdenowia, Band 33, S. 244 von Leontopodium alpinum Cass. der Art Leontopodium nivale zugeordnet und das Taxon damit zu einer Unterart Leontopodium nivale subsp. alpinum (Cass.) Greuter umkombiniert.[11] Blöch et al. geben allerdings der Vermutung Ausdruck, dass es sich um zwei eigene Arten handeln könnte.[3] Die beiden Unterarten kommen in den Alpen, im Jura, in den Karpaten, auf der nördlichen Balkanhalbinsel, im nördlichen Apennin, in den Pyrenäen, in den Abruzzen und im Dinarischen Gebirge vor.[11]
- Leontopodium ochroleucum Beauverd (Leontopodium fischerianum Beauverd, Leontopodium leontopodinum (DC.) Hand.-Mazz., Leontopodium melanolepis Y.Ling): Sie kommt in Kasachstan, Russland, Indien, in der Mongolei, im autonomen Gebiet Tibet und in den chinesischen Provinzen Qinghai sowie Xinjiang.[2]
- Leontopodium omeiense Y.Ling: Sie gedeiht auf feuchten Felsen in Höhenlagen von 1800 bis 2800 Metern im südöstlichen Gansu und westlichen Sichuan.[2]
- Leontopodium palibinianum Beauverd: Dieser Endemit kommt nur in Russlands Fernen Osten in der Ussuri-Region (an den östlichen Hängen des Sikhote-Alin: Tadushe River, Sudzukhe River-Cape Stolbovoi) vor.[7][6]
- Leontopodium pusillum (Beauv.) Hand.-Mazz.: Sie kommt in Sikkim, Tibet und in den chinesischen Provinzen Qinghai, westlichen Sichuan sowie Xinjiang vor.[2]
- Leontopodium roseum Hand.-Mazz.: Sie gedeiht auf grasigen Hängen, Gebüschen und trockenen Flussbetten in Höhenlagen von 1200 bis 3700 Meter nur im westlichen Sichuan.[2]
- Leontopodium shinanense Kitam.: Es ist ein Endemit des japanischen Kiso-Gebirges.
- Leontopodium sinense Hemsl. (Syn.: Leontopodium arbusculum Beauverd, Leontopodium niveum Hand.-Mazz., Leontopodium nobile (Bureau & Franchet) Beauverd, Leontopodium rosmarinoides Hand.-Mazz., Leontopodium stoechas Hand.-Mazz.): Sie gedeiht auf grasigen Hängen, Gebüschen, trockenen Berghängen und Flussbetten in Höhenlagen von meist 1300 bis 3600 Metern im südöstlichen Tibet und in den chinesischen Provinzen Guizhou, westliches Hubei, Sichuan sowie Yunnan.[2]
- Leontopodium smithianum Hand.-Mazz.: Sie gedeiht auf subalpine Matten oder trockenen Grasland in Höhenlagen von 1600 bis 2900 Metern in den chinesischen Provinzen Gansu, Hebei, Qinghai, Nei Mongol, Shaanxi sowie Shanxi.[2]
- Leontopodium souliei Beauverd: Sie gedeiht in Grasland, im Dickicht und in offenen Wäldern in Höhenlagen von 2700 bis 4500 Metern in den chinesischen Provinzen Sichuan, nordwestliches Yunnan und im autonomen Gebiet Tibet.[2]
- Leontopodium stoloniferum Hand.-Mazz.: Dieser Endemit gedeiht an feuchten Flussufern in Höhenlagen von 2900 bis 3600 Metern nur in Daofu in der Provinz Sichuan.[2]
- Leontopodium stracheyi (Hook. f.) C.B.Clarke ex Hemsl.: Sie gedeiht in Wiesen, Gebüschen, lichten Wäldern und steilen Hängen in Höhenlagen von 2000 bis 4700 Metern im nördlichen Indien, Nepal und den chinesischen Provinzen Qinghai, Sichuan und nordwestlichen Yunnan, sowie in Tibet.[2]
- Leontopodium suffruticosum Y.L.Chen: Dieser Endemit gedeiht in trockenen Flussbetten in Höhenlagen von etwa 3200 Metern im östlichen Tibet.[2]
- Leontopodium villosulum A.P.Khokhr.: Sie kommt in Russlands Fernen Osten nur in Khabarovsk sowie Magadan vor.
- Leontopodium villosum Hand.-Mazz.: Es ist ein sehr seltener Endemit alpiner Matten in Höhenlagen von etwa 4000 Metern nur in Baoxing in der Provinz Sichuan.[2]
- Leontopodium wilsonii Beauverd (Syn.: Leontopodium chuii Hand.-Mazz.): Sie gedeiht in China in Wiesen, Gebüschen und auf Felsen in Höhenlagen von 2000 bis 2500 Metern im südlichen Gansu und Sichuan.[2]

Es wurde eine größere Anzahl von Naturhybriden beschriebenen. Heinrich von Handel-Mazzetti berichtete in den 1920er und 1930er Jahren von einigen Naturhybriden in China. Beispiele dafür sind Leontopodium ×albogriseum Hand.-Mazz. (aus Yunnan) und Leontopodium ×gracile Hand.-Mazz. (aus dem westlichen Sichuan). Nach den Kenntnissen der Bearbeiter der Flora of China ist es jedoch schwierig, sie zu unterscheiden.

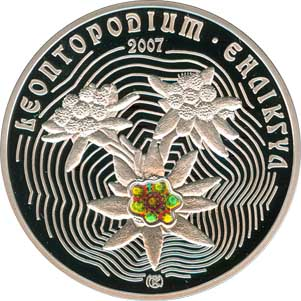
Edelweiß auf einer Münze der Nationalbank von Kasachstan

## Symbol
Nicht nur das Alpen-Edelweiß, sondern auch andere Arten sind beliebte Symbole, beispielsweise auf Münzen und Briefmarken oder auf Edelweisshemden. Es wurde zeitweise als Blume der Schweizer Nation hochstilisiert.

## Ergänzende Literatur
- Stefan Safer, Karin Tremetsberger, Yan-Ping Guo, Gudrun Kohl, Mary R. Samuel, Tod F. Stuessy, Hermann Stuppner: Phylogenetic relationships in the genus Leontopodium (Asteraceae: Gnaphalieae) based on AFLP data. In: Botanical Journal of the Linnean Society, Volume 165, 2011, S. 364–377. doi:10.1111/j.1095-8339.2011.01117.x